# 獨立市 (智利)

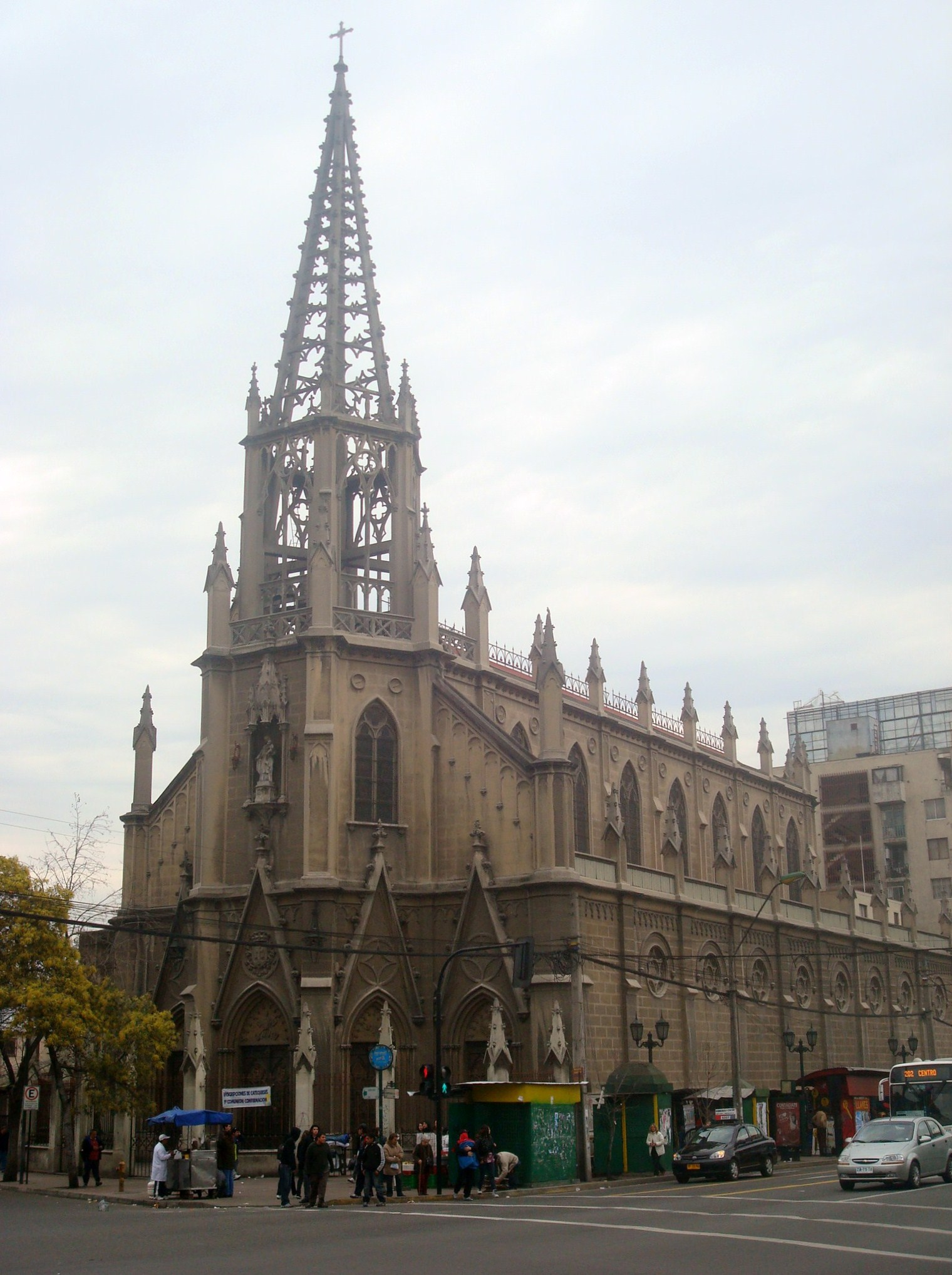

獨立市（西班牙語：Independencia），是智利的城鎮，位於該國中部聖地亞哥首都大區的聖地亞哥省，始建於1991年，面積7.4平方公里，海拔高度540米，2012年人口73,874人，人口密度每平方公里9,354.1人。
33°25′S 70°40′W / 33.417°S 70.667°W